# سیارک ۷۷۶۷
سیارک ۷۷۶۷ (به انگلیسی: 7767 Tomatic، نامگذاری:1991RB5) هفت هزار و هفتصد و شصت و هفتمین سیارک کشف شده‌است که در ۱۳ سپتامبر ۱۹۹۱ کشف شد.
قدر مطلق سیارک برابر ۱۴٫۲۰ است.